# Umibôzu (City Hunter)
Umibôzu (海坊主, Umibōzu), rebaptisé Mammouth dans la version française du dessin animé, est un personnage de fiction créé par Tsukasa Hōjō dans le manga City Hunter en 1985.
Dans l'épisode 28 de la série, il est révélé que son véritable nom est Hayato Ijuin (John Arteau dans la version française).

## Biographie fictive

### DansCity Hunter
C'est un colosse, rien ne semble pouvoir l'ébranler, son physique suffit à faire fuir les bandits. Tout comme Ryô Saeba, Umibôzu est un nettoyeur professionnel. Ryô dit de lui qu'il est peut-être le seul à pouvoir lui tenir tête sur un pied d'égalité, d'ailleurs leur duel se conclut effectivement par un match nul. Après ce duel, il devient aveugle à cause de l'aggravation d'une vieille blessure de guerre infligée par Ryô à l'époque où il était un mercenaire dans une faction opposée à celle de ce dernier. Cependant, cela ne le gène pas dans son travail, car sa vue était déjà très basse à cause de cette même blessure (il est donc déjà habitué à cette condition difficile) ; de plus, en développant ses autres sens et son intuition, il devient, selon ses propres dires, plus habile encore qu'auparavant.
C'est un personnage d'une très grande importance, mais qui intervient en général dans l'ombre ; il n'est que rarement au premier plan.
Bien qu'il apparaisse comme quelqu'un de froid, il cède aux demandes insistantes de Miki. Il en fait sa partenaire puis finit par l'épouser lors de la dernière histoire du manga.
Il a une phobie incroyable des chats, et particulièrement des chatons, et perd tous ses moyens quand il en voit un. Il les adore mais y est allergique et a peur de leur faire mal : en effet, sous ses dehors bourrus, sa carrure olympienne et son machisme, Umibôzu est quelqu'un d'extrêmement sensible et timide, qui ne se considère pas comme une relation recommandable pour des gens normaux.
À noter qu'il tient un café appelé Cat's Eye avec Miki, qui en est la propriétaire, clin d'œil à la série homonyme du même auteur : Tsukasa Hōjō. Dans Nicky Larson Private Eyes, ce café est la propriété des sœurs Alex, Tam et Sylia Chamade, les fameuses voleuses Cat's Eyes.

### DansAngel Heart
Dans la série Angel Heart, qui se déroule dans un univers parallèle à celui de City Hunter, Umibôzu est célibataire mais tient néanmoins toujours le café Cat's Eye et a définitivement cessé ses activités de nettoyeur à cause de sa cécité - ce qui ne l'empêche pas d'être semi-actif et de conserver quelques équipements inattendus (vitrine pare-balles, une paire de lance-roquettes sous le comptoir...). Son café est initialement peu fréquenté, mais les choses s'améliorent légèrement lorsque Xin-Hong élit domicile chez lui, forçant Umibôzu à s'ouvrir un peu aux autres, mais surtout lorsqu'il adopte la petite Miki et se transforme en véritable papa poule. Il apparaît alors souvent au premier plan, et régulièrement en compagnie de Saeko Nogami, chez qui Miki a éveillé les sentiments maternels.
Umibôzu a séduit Shindou-sensei, l'institutrice responsable de Miki, par sa rectitude morale, son courage et son dévouement envers sa fille adoptive. Lui-même n'est pas insensible à la gentillesse, au courage ou au tempérament bien trempé de la jeune institutrice, mais rien ne s'est encore produit entre eux. L'apparition d'Hazuki, la fille de la jeune infirmière qui l'avait soigné sur son dernier champ de bataille, révèle que Umibôzu faisait pousser des fleurs pour décompresser entre deux assauts. Si ses sentiments envers la jeune femme sont paternels, celle-ci est plus romantiquement inclinée.
Une constante entre les deux versions du personnage, que ce soit dans City Hunter ou Angel Heart, est que Ryô est jaloux du succès (bien involontaire) de Umibôzu auprès de jeunes et jolies jeunes femmes – un succès dont ce dernier, timide, se passerait bien.

### Liens avec d'autres séries
Le duo Umibôzu/Miki dans Angel Heart n'est pas sans rappeler deux personnages très similaires dans les recueils de nouvelles graphiques Sous un rayon de soleil, du même auteur : Nishikujo Sarah et Hayato, respectivement écolière aux pouvoirs sur les plantes, et fleuriste baraqué et chauve toujours caché derrière ses lunettes de soleil faisant involontairement peur à la plupart des clientes.

## Description

### À propos du nom
Son véritable nom japonais est Hayato Ijuin (伊集院隼人) et est parfois surnommé Falcon. En effet, le quatrième Kanji utilisé pour écrire Hayato Ijuin, 隼, signifie Faucon, en anglais Falcon.
Il a été surnommé Umibozu par Ryo Saeba, en référence au monstre du folklore mythique japonais : l'umibôzu, allusion à la fois au crâne chauve et à la tendance à rougir de l'intéressé. L'auteur se moque d'ailleurs de lui à diverses reprises en lui donnant des surnoms tels que Gros nuage ou Homme serpent à tête de poulpe. À noter enfin que dans la première édition chez J'ai Lu, l'éditeur avait préféré le surnom éléphant de mer, plus compréhensible pour le public français.
Dans la version française de l'animé, il est surnommé Mammouth et son nom civil est John Arteau ; dans ses premières apparitions il était également connu en tant que Sargoss.

### Armement

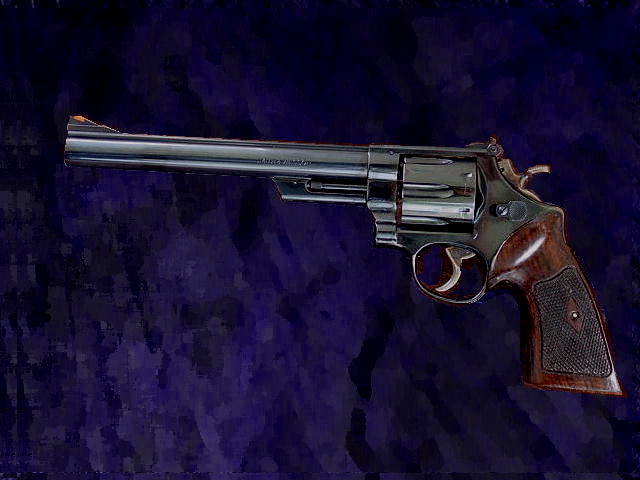
L'arme de prédilection d'Umibôzu.

Bien qu'on le voit très souvent manier des armes lourdes telles que des fusils mitrailleurs, des bazookas ou autres lance-roquettes et parfois plusieurs d'elles en même temps, l'arme de prédilection d'Umibôzu est un .44 Magnum Smith & Wesson Model 29. Il est également un maitre des pièges et des explosifs.

## Œuvres où le personnage apparaît

### Manga
- 1985 : City Hunter
- 2001 : Angel Heart
- 2017 : City Hunter Rebirth (Kyô Kara City Hunter)

### Séries d'animation
- 1987 : Nicky Larson
- 2005 : Angel Heart

### Cinéma
- 2019 : Nicky Larson et le parfum de Cupidon de Philippe Lacheau, incarné par Kamel Guenfoud[1].